# Station Kinkempois
Station Kinkempois is een spoorwegstation langs spoorlijn 125A (Flémalle - Angleur bij Luik) in de buurt Kinkempois in het zuiden van de stad Luik. Voor de gemeentefusies was het onderdeel van de gemeente Angleur, sinds 1977 een deelgemeente van Luik.
Het is een groot vormingsstation (38 verdeelsporen, met railremmen) met tractiewerkplaats en loodsen. Met de ingebruikname van de nieuwe werkplaats half maart 2018 is de oude werkplaats buiten dienst gegaan. Hierdoor verdween de klassieke beveiliging rondom de werkplaats, de wissels en seinen werden namelijk vanuit twee seinposten handmatig bediend. Op het terrein was een klein spoorwegmuseum gevestigd, dat in 2017 zijn deuren sloot.
Het station is vanuit de vier windrichtingen te bereiken:
- vanuit het noorden over spoorlijn 40 en vervolgens spoorlijn 125B vanuit Cheratte
- vanuit het oosten over spoorlijn 37 en vervolgens spoorlijn 37/1 vanuit Angleur
- vanuit het zuiden over spoorlijn 125A vanuit Flémalle
- vanuit het westen over spoorlijn 36A vanuit Bierset
- vanuit het noordwesten over spoorlijn 36 en vervolgens spoorlijn 125A of spoorlijn 125C vanuit station Luik-Guillemins.